# .ag
.ag ist die länderspezifische Top-Level-Domain (ccTLD) des Inselstaates Antigua und Barbuda in der Karibik. Sie existiert seit dem 3. September 1991.

## Eigenschaften
Es werden Registrierungen sowohl auf zweiter als auch auf dritter Ebene akzeptiert. In beiden Fällen darf jede natürliche oder juristische Person eine .ag-Adresse registrieren. Als sogenannte Third-Level-Domains stehen .com.ag (die kommerzielle Endung unter .ag), .net.ag (die Network-Endung unter .ag) sowie .org.ag (die Endung für Organisationen und Behörden unter .ag) zur Verfügung. Die Endungen .edu.ag und .gov.ag können nur von anerkannten lokalen Bildungseinrichtungen sowie Ämtern, Ministerien und Behörden Antiguas und Barbudas genutzt werden.
Eine .ag-Domain kann zwischen ein und 63 Zeichen lang sein, Umlautdomains und andere internationalisierte Domainnamen werden nicht unterstützt.

## Nutzung
Neben der offensichtlichen Nutzung als landesspezifische Top-Level-Domain wird .ag häufig für deutsche Aktiengesellschaften vermarktet. Dies hat in der Vergangenheit mehrfach zu Rechtsstreitigkeiten geführt. Das Oberlandesgericht Hamburg entschied im September 2003, nach einem Verfahren zwischen der Tipp 24 AG und der Moramis GmbH um die Domain tipp.ag, dass eine Adresse mit dieser Endung nur von deutschen Aktiengesellschaften registriert werden darf und der Name der Adresse exakt mit dem Firmennamen des Unternehmens übereinstimmen muss, wie er im Handelsregister geführt wird. Auch andere Kapitalgesellschaften mit beschränkter Haftung dürfen keine .ag-Domains verwenden. Das Urteil des OLG Hamburg wurde im März 2005 durch den Bundesgerichtshof bestätigt und damit rechtskräftig.
Weiterhin wird die Top-Level-Domain von Personen und Firmen mit Bezug zum Schweizer Kanton Aargau (Kürzel AG) verwendet.
Es gibt außerdem die Anwendung für landwirtschaftliche Themen (Ag = Agrar).

## Geschichte
Zeitweise hat die Vergabestelle die Registrierung einiger besonders wertvoller .ag-Domains gezielt unterbunden, wobei die Gründe für diese Sperre nicht öffentlich bekannt wurden. Erst im Mai 2002 wurde das Verfahren umgekehrt – mit einem Schlag wurden rund 1000 hochwertige Domains wieder frei. Unter diesen befanden sich auch die Adressen deutscher Konzerne, wie zum Beispiel Beiersdorf, Puma und Adidas.